# El Capaderillo
El Capaderillo är en ort i Mexiko.   Den ligger i kommunen San Miguel de Allende och delstaten Guanajuato, i den centrala delen av landet, 240 km nordväst om huvudstaden Mexico City. El Capaderillo ligger 1 855 meter över havet och antalet invånare är 334.
Terrängen runt El Capaderillo är platt åt nordväst, men åt sydost är den kuperad. Runt El Capaderillo är det ganska tätbefolkat, med 96 invånare per kvadratkilometer. Närmaste större samhälle är San Miguel de Allende, 7,2 km öster om El Capaderillo. Trakten runt El Capaderillo består i huvudsak av gräsmarker.